# Décision-cadre
Une décision-cadre était un instrument institué dans le cadre de la coopération policière et judiciaire en matière pénale de l'Union européenne, qui permet au Conseil de l'Union européenne statuant à l'unanimité d'agir « aux fins du rapprochement des dispositions législatives et réglementaires des États membres ». « Les décisions-cadres lient les États membres quant au résultat à atteindre, tout en laissant aux instances nationales la compétence quant à la forme et aux moyens. Elles ne peuvent entraîner d'effet direct ».
Le Parlement européen n'était pas associé à l'élaboration des décisions-cadres.
Depuis l'entrée en vigueur de traité de Lisbonne, la coopération policière et judiciaire en matière pénale s'effectue « conformément à la procédure législative ordinaire », qui donne un rôle au Parlement européen, notamment par voie de directives. À partir de l'entrée en vigueur du traité, le Conseil ne procède plus par voie de décision-cadre. Les anciennes décisions-cadres restent cependant en vigueur.

## Sources